# Scott Pellerin
Scott Jaque-Frederick Pellerin (* 9. Januar 1970 in Shediac, New Brunswick) ist ein ehemaliger kanadischer Eishockeyspieler und derzeitiger -trainer, der im Verlauf seiner aktiven Karriere zwischen 1988 und 2004 unter anderem 573 Spiele für die New Jersey Devils, St. Louis Blues, Minnesota Wild, Carolina Hurricanes, Boston Bruins, Dallas Stars und Phoenix Coyotes in der National Hockey League auf der Position des linken Flügelstürmers bestritten hat. Von 2012 bis 2014 war er Cheftrainer der Bridgeport Sound Tigers aus der American Hockey League, ehe er seit Dezember 2014 in der Organisation der Toronto Maple Leafs als Director of Player Development tätig ist.

## Karriere
Scott Pellerin spielte zunächst von 1985 bis 1988 für die Moncton Flyers, Notre Dame Midget Hounds und Notre Dame Hounds – für letztere hierbei in der zweitklassigen Saskatchewan Junior Hockey League – in unterklassigen kanadischen Juniorenligen, bevor der Stürmer zur Saison 1988/89 ein Studium an der University of Maine begann und für deren Eishockeymannschaft in der Hockey East aufs Eis ging. Während dieser Zeit sicherten sich die New Jersey Devils die NHL-Rechte am Offensivakteur, als sie den Angreifer in der dritten Runde an insgesamt 47. Position des NHL Entry Draft 1989 auswählten. Bereits in seiner Rookiespielzeit beeindruckte er mit 29 Toren, 33 Assists und 62 Scorerpunkten in 45 Partien und wurde nach Abschluss seiner Debütsaison gemeinsam mit Rob Gaudreau als bester Neuling der Hockey East ausgezeichnet. Seine 62 erzielten Punkte waren in der Saison 1988/89 die drittmeisten innerhalb der Hockey East; lediglich Tim Sweeney vom Boston College und Pellerins Mannschaftskamerad Dave Capuano waren erfolgreicher.
Auch in den folgenden drei Spielzeiten behielt der Linksschütze sein hohes Leistungsniveau bei und schaffte es in jeder Saison im Team der University of Maine über 20 Treffer zu verbuchen. Die Spielzeit 1991/92 beendete der Kanadier mit einer persönlichen Bestmarke von 32 Toren, womit der Stürmer gemeinsam mit Jean-Yves Roy die Torschützenliste der Hockey East anführte. Seine Leistungen wurden außerdem mit mehreren Nominierungen in Auswahlmannschaften der Liga belohnt und schließlich mit dem Gewinn des Hobey Baker Memorial Award als bester Collegespieler des Jahres gekrönt. Daraufhin holten ihn die New Jersey Devils in ihr AHL-Farmteam zu den Utica Devils, für welche Pellerin während der AHL-Playoffs im Frühjahr 1992 sein Profidebüt gab. Die Spielzeit 1992/93 verbrachte der Angreifer vorwiegend im NHL-Kader der Devils, bestritt allerdings auch einige Begegnungen im Trikot der Utica Devils. In der folgenden Saison absolvierte der Linksschütze lediglich ein NHL-Spiel für die New Jersey Devils; den restlichen Teil der Spielzeit verbrachte der Zwei-Wege-Stürmer bei deren neuen AHL-Farmteam, den Albany River Rats.
In der Saison 1994/95 errang der Kanadier mit der Mannschaft nach einem Sweep in der Finalserie gegen die Fredericton Canadiens den Calder Cup. Auch nach dem Triumph in der AHL wurde der Linksschütze von den New Jersey Devils äußerst sporadisch in den NHL-Kader berufen. Nach Ablauf seines Kontrakts einigte sich der Akteur im Juli 1996 auf ein Vertragsverhältnis mit den St. Louis Blues. Fortan wurde der Angreifer lediglich vereinzelt ins AHL-Farmteam zu den Worcester IceCats abgeschoben. Während seines vierjährigen Engagements in St. Louis erarbeitete sich der Flügelstürmer erstmals in seiner Laufbahn einen fixen Stammplatz in einem NHL-Team. Auch die statistisch erfolgreichste Saison bestritt er im Trikot der St. Louis Blues, als Pellerin im Verlauf der Spielzeit 1998/99 in 80 Partien der regulären Saison 20 Tore und 21 Torvorlagen erzielte. Beim NHL Expansion Draft 2000 wählten die neu gegründeten Minnesota Wild den Linksschützen aus.
Anfang März 2001 transferierten die Wild ihren Topscorer als Teil eines Transfergeschäftes zu den Carolina Hurricanes. Pellerin hatte bis dato in 58 NHL-Spielen insgesamt 39 Punkte für die Minnesota Wild erzielt; der beste Wert für einen Akteur des neuen Franchises in seiner Debütsaison. Auch sein Engagement in Raleigh im US-Bundesstaat North Carolina war von kurzer Dauer. Für die Saison 2001/02 heuerte der kanadische Junioren-Weltmeister von 1990 bei den Boston Bruins an. Noch vor Saisonende im Januar 2002 fand sich Pellerin jedoch auf der Waiverliste wieder, von der sich die Dallas Stars seine Dienste sicherten. Eine weitere Station in seiner NHL-Karriere waren während der Spielzeit 2002/03 die Phoenix Coyotes. Der Angreifer ließ seine Laufbahn im Kalenderjahr 2004 im Trikot der Worcester IceCats ausklingen.
Nach Beendigung seiner aktiven Spielerkarriere begann Pellerin zur Saison 2006/07 eine Tätigkeit als Assistenztrainer bei den Manchester Monarchs aus der American Hockey League. Im Juli 2012 wurde er zum Cheftrainer der Bridgeport Sound Tigers ernannt. Nach zwei Saisons wurde er entlassen und Brent Thompson als sein Nachfolger eingestellt.
Im Dezember 2014 wurde bekannt, dass Pellerin fortan für die Toronto Maple Leafs als Assistant Manager of Player Development tätig ist. Dort wurde er im August 2018 zum Senior Director of Player Development befördert.

### International
Pellerin vertrat sein Heimatland Kanada bei der Junioren-Weltmeisterschaft 1990. Der Flügelstürmer stand in allen sieben Begegnungen der Ahornblätter auf dem Eis und steuerte zwei Treffer zum Goldmedaillengewinn bei.

## Erfolge und Auszeichnungen
| - 1988 Credential-Cup-Gewinn mit den Notre Dame Hounds - 1988 Centennial-Cup-Gewinn mit den Notre Dame Hounds - 1989 Lamoriello-Trophy-Gewinn mit der University of Maine - 1989 Hockey East Rookie of the Year (gemeinsam mit Rob Gaudreau) - 1989 Hockey East All-Rookie Team - 1992 Lamoriello-Trophy-Gewinn mit der University of Maine - 1992 Hockey East Tournament MVP | - 1992 Hockey East All-Tournament Team - 1992 Hockey East Player of the Year - 1992 Hockey East First All-Star Team - 1992 Hockey East All-Academic Team - 1992 Hobey Baker Memorial Award - 1992 NCAA East First All-American-Team - 1995 Calder-Cup-Gewinn mit den Albany River Rats |

### International
- 1990 Goldmedaille bei der Junioren-Weltmeisterschaft

## Karrierestatistik

### International
Vertrat Kanada bei:
- Junioren-Weltmeisterschaft 1990

(Legende zur Spielerstatistik: Sp oder GP = absolvierte Spiele; T oder G = erzielte Tore; V oder A = erzielte Assists; Pkt oder Pts = erzielte Scorerpunkte; SM oder PIM = erhaltene Strafminuten; +/− = Plus/Minus-Bilanz; PP = erzielte Überzahltore; SH = erzielte Unterzahltore; GW = erzielte Siegtore; 1 Play-downs/Relegation; Kursiv: Statistik nicht vollständig)